# Kabinett Deist III
Das Kabinett Deist III bildete die fünfte Landesregierung des Freistaates Anhalt 1924–1928 und bildete den 4. Landtag.
Die kurzzeitig eingesetzte Landesregierung unter Willy Knorr, bestehend aus DNVP und DVP, wurde durch die Neuwahlen Anfang November 1924 wieder aufgelöst. Durch den Verlust der DDP war eine Regierung aus SPD und DDP nach den Landtagswahlen im Juni 1924 nicht mehr möglich gewesen. Mit den Wahlen Anfang November 1924 hatte die DDP, ebenso wie die SPD, zwei Sitze dazugewonnen und konnte mit insgesamt 18 Sitzen die Regierung stellen. Heinrich Deist übernahm erneut als Ministerpräsident und konnte in der Folge noch über zwei Legislaturperioden bis 1932 regieren, wobei Ernst Weber auch dort Staatsrat blieb.
| Kabinett Deist III – 25. November 1924 bis 14. Juni 1928 \| Amt \| Name \| Partei \| Zurückliegende Kabinettszugehörigkeit \| \| ----------------- \| --------------------------- \| ------------- \| ------------------------------------- \| \| Ministerpräsident \| Heinrich Deist \| SPD \| 8. November 1918 bis 9. Juli 1924 \| \| Staatsräte \| Dr. Ernst Weber Kurt Müller \| DDP parteilos \| Kabinett Deist II - \| |                             |               |                                       |
| Amt | Name                        | Partei        | Zurückliegende Kabinettszugehörigkeit |
| Ministerpräsident | Heinrich Deist              | SPD           | 8. November 1918 bis 9. Juli 1924     |
| Staatsräte | Dr. Ernst Weber Kurt Müller | DDP parteilos | Kabinett Deist II -                   |